# Birgit
Birgit er et pigenavn afledt af Birgitte, der stammer fra keltisk og betyder "strålende". Varianter af navnet er blandt andet Birgith og Birgitt. Bridget, der er kendt fra engelsk, er også beslægtet med Birgit.

## Kendte personer med navnet
- Birgit Brüel, dansk sanger.
- Birgit Conradi, dansk skuespiller.
- Bridget Fonda, amerikansk skuespiller.
- Annie Birgit Garde, dansk skuespiller.
- Birgit Lystager, dansk sanger.
- Birgit Nilsson, svensk operasanger.
- Birgit Sadolin, dansk skuespiller.
- Birgit Zinn, dansk skuespiller.

## Navnet anvendt i fiktion
- Bridget Jones' dagbog er en roman af engelske Helen Fielding. Den er, sammen med en efterfølger, også filmatiseret.